# Estland op het Eurovisiesongfestival 2012
Estland nam deel aan het Eurovisiesongfestival 2012 in Bakoe, Azerbeidzjan. Het was de 18de deelname van het land op het Eurovisiesongfestival. De selectie verliep via het jaarlijkse Eesti Laul, waarvan de finale plaatsvond op 3 maart 2012. ERR was verantwoordelijk voor de Estse bijdrage voor de editie van 2012.

## Selectieprocedure
Op 26 september 2011 maakte de Estse nationale omroep bekend dat het van start ging met de zoektocht naar kandidaten voor het jaarlijks terugkerende Eesti Laul. Geïnteresseerde kregen tot 12 december 2011 de tijd om een nummer in te sturen. Er werd meegedeeld dat de nationale preselectie net als vorig jaar zou bestaan uit twee halve finales, gevolgd door een finale. In elke halve finale namen tien acts het tegen elkaar op. Telkens kwalificeerden vijf artiesten zich voor de finale. De twintig deelnemers aan Eesti Laul werden gekozen door een vakjury. In de halve finales van Eesti Laul bepaalde een vakjury 50 % van de punten, de rest werd bepaald door het publiek via televoting.
In de finale werd eerst hetzelfde systeem toegepast om twee superfinalisten te bepalen. Vervolgens had het publiek de volledige inbreng om de definitieve Estse bijdrage voor het Eurovisiesongfestival 2012 te kiezen. Na de eerste halve finale won Ott Lepland ook de finale met zijn nummer Kuula.

## Eesti Laul 2012

### Eerste halve finale
18 februari 2012
| Plaats | Artiest              | Lied             | Jury | Publiek | Totaal |
| ------ | -------------------- | ---------------- | ---- | ------- | ------ |
| 1      | Ott Lepland          | Kuula            | 9    | 10      | 19     |
| 2      | Liis Lemsalu         | Made up my mind  | 10   | 9       | 19     |
| 3      | POP Maniacs          | I don't know     | 8    | 7       | 15     |
| 4      | Loss Paranoias       | Valedetektor     | 5    | 8       | 13     |
| 5      | August Hunt          | Tantsulõvi       | 7    | 6       | 13     |
| 6      | Soundclear           | A little soldier | 4    | 5       | 9      |
| 7      | Erasmus Rotterdamist | Kuu pääle        | 6    | 2       | 8      |
| 8      | MIA                  | Bon voyage       | 2    | 4       | 6      |
| 9      | Janne Saar           | Fight for love   | 3    | 3       | 6      |
| 10     | Milky Whip           | My love          | 1    | 1       | 2      |

### Tweede halve finale
25 februari 2012
| Plaats | Artiest                   | Lied              | Jury | Publiek | Totaal |
| ------ | ------------------------- | ----------------- | ---- | ------- | ------ |
| 1      | Lenna                     | Mina jään         | 10   | 10      | 20     |
| 2      | Tenfold Rabbit            | Oblivion          | 9    | 7       | 16     |
| 3      | Birgit Õigemeel & Violina | You're not alone  | 3    | 9       | 12     |
| 4      | Teele Viira               | City nights       | 4    | 8       | 12     |
| 5      | Traffic                   | NASA              | 7    | 5       | 12     |
| 6      | Mimicry                   | The destination   | 5    | 4       | 9      |
| 7      | Malcolm Lincoln           | Bye               | 8    | 1       | 9      |
| 8      | Orelipoiss                | Zombi             | 2    | 6       | 8      |
| 9      | Soul Militia              | The future is now | 6    | 2       | 8      |
| 10     | Cat Eye                   | Ride              | 1    | 3       | 4      |

### Finale
3 maart 2012
| Plaats | Artiest                   | Lied             | Jury | Publiek | Totaal |
| ------ | ------------------------- | ---------------- | ---- | ------- | ------ |
| 1      | Ott Lepland               | Kuula            | 9    | 10      | 19     |
| 2      | Lenna                     | Mina jään        | 10   | 9       | 19     |
| 3      | Tenfold Rabbit            | Oblivion         | 8    | 8       | 16     |
| 4      | POP Maniacs               | I don't know     | 6    | 7       | 13     |
| 5      | Liis Lemsalu              | Made up my mind  | 7    | 5       | 12     |
| 6      | Loss Paranoias            | Valedetektor     | 5    | 3       | 8      |
| 7      | Birgit Õigemeel & Violina | You're not alone | 1    | 6       | 7      |
| 8      | August Hunt               | Tantsulõvi       | 2    | 4       | 6      |
| 9      | Teele Viira               | City nights      | 3    | 2       | 5      |
| 10     | Traffic                   | NASA             | 4    | 1       | 5      |

Superfinale
| Plaats | Artiest     | Lied      | Stemmen |
| ------ | ----------- | --------- | ------- |
| 1      | Ott Lepland | Kuula     | 67 %    |
| 2      | Lenna       | Mina jään | 33 %    |

## In Bakoe
In Bakoe trad Estland aan in de tweede halve finale, op donderdag 24 mei. Het eindigde daar als vierde. In de finale behaalde Estland de zesde plaats. 